# ラウール・ルイス
ラウール・ルイス・マタリン（Raúl Ruiz Matarín、1990年3月25日 - ）は、スペイン・バレンシア州アリカンテ出身のサッカー選手。エルクレスCF所属。ポジションはディフェンダーまたはミッドフィールダー。

## クラブ経歴
バレンシア州のアリカンテに生まれ、1998年に地元のSPアラゲルというクラブでサッカーを始めた。2年後の2000年にエルクレスCFによって引き抜かれると、2008年10月4日、当時セグンダ・ディビシオンに所属していたトップチームにて、この日のレアル・サラゴサ戦でプロデビューを果たした。この時ルイスは18歳だったが、プロ1年目にしてリーグ戦10試合1ゴールを挙げた。この活躍から、シーズン終了後に行われたUEFA U-19欧州選手権2009のスペイン代表メンバーに選出された。
2009年8月1日、レアル・マドリードに移籍したが、Bチーム登録となった。Bチーム1年目はリーグ戦15試合に出場したものの、翌シーズンは12月まで公式戦出場が0試合になるなど、構想外の扱いを受けたため、冬にスウェーデンのハルムスタッズBKにレンタル移籍をした。
レンタルを終えBチームに復帰するが、居場所はなく、セグンダ・ディビシオンBのアリカンテCFにフリーで移籍をした。アリカンテ加入後はセグンダBのクラブを転々とし、2020年に古巣エルクレスCFへ復帰した。2020年8月13日、エルクレスに完全移籍するが、2020-21シーズンはリーグ戦15試合の出場にとどまった。